# Кіхеру-де-Жос (комуна)
Кіхеру-де-Жос (рум. Chiheru de Jos) — комуна у повіті Муреш в Румунії. До складу комуни входять такі села (дані про населення за 2002 рік):
- Кіхеру-де-Жос (477 осіб) — адміністративний центр комуни
- Кіхеру-де-Сус (392 особи)
- Урісіу-де-Жос (359 осіб)
- Урісіу-де-Сус (516 осіб)

Комуна розташована на відстані 267 км на північ від Бухареста, 29 км на північний схід від Тиргу-Муреша, 98 км на схід від Клуж-Напоки, 127 км на північний захід від Брашова.

## Населення
За даними перепису населення 2002 року у комуні проживали 1744 особи.
Національний склад населення комуни:
| Національність | Кількість осіб | Відсоток |
| -------------- | -------------- | -------- |
| румуни         | 1638           | 93,9%    |
| цигани         | 96             | 5,5%     |
| угорці         | 9              | 0,5%     |
| італійці       | 1              | 0,1%     |

Рідною мовою назвали:
| Мова       | Кількість осіб | Відсоток |
| ---------- | -------------- | -------- |
| румунська  | 1701           | 97,5%    |
| циганська  | 34             | 1,9%     |
| угорська   | 8              | 0,5%     |
| італійська | 1              | 0,1%     |

Склад населення комуни за віросповіданням:
| Релігія        | Кількість осіб | Відсоток |
| -------------- | -------------- | -------- |
| православні    | 1576           | 90,4%    |
| греко-католики | 118            | 6,8%     |
| адвентисти     | 6              | 0,3%     |
| п'ятдесятники  | 5              | 0,3%     |
| реформати      | 3              | 0,2%     |
| не релігійні   | 2              | 0,1%     |
| римо-католики  | 1              | 0,1%     |
| унітарії       | 1              | 0,1%     |